# École supérieure des sciences commerciales d'Angers
École supérieure des sciences commerciales d'Angers (Escuela Superior de Ciencias Comerciales de Angers) es una escuela de negocios internacional y una de las principales Grandes Escuelas en Francia. Establecida en 1909.
Es considerada una de las mejores escuelas de negocios en Europa. En 2019, su principal programa, el Master in Management, fue clasificado como el número 63 del mundo según el Financial Times.
Sus programas cuentan con la triple acreditación internacional de EQUIS, AACSB y AMBA. La escuela cuenta con numerosos alumnos notables en el campo de los negocios y la política, incluyendo varios CEO's, Louis Le Duff (CEO groupe Le Duff) y Dominique Schelcher (CEO Système U).
La escuela, con una red de 15.000 antiguos alumnos.